# 한일교통

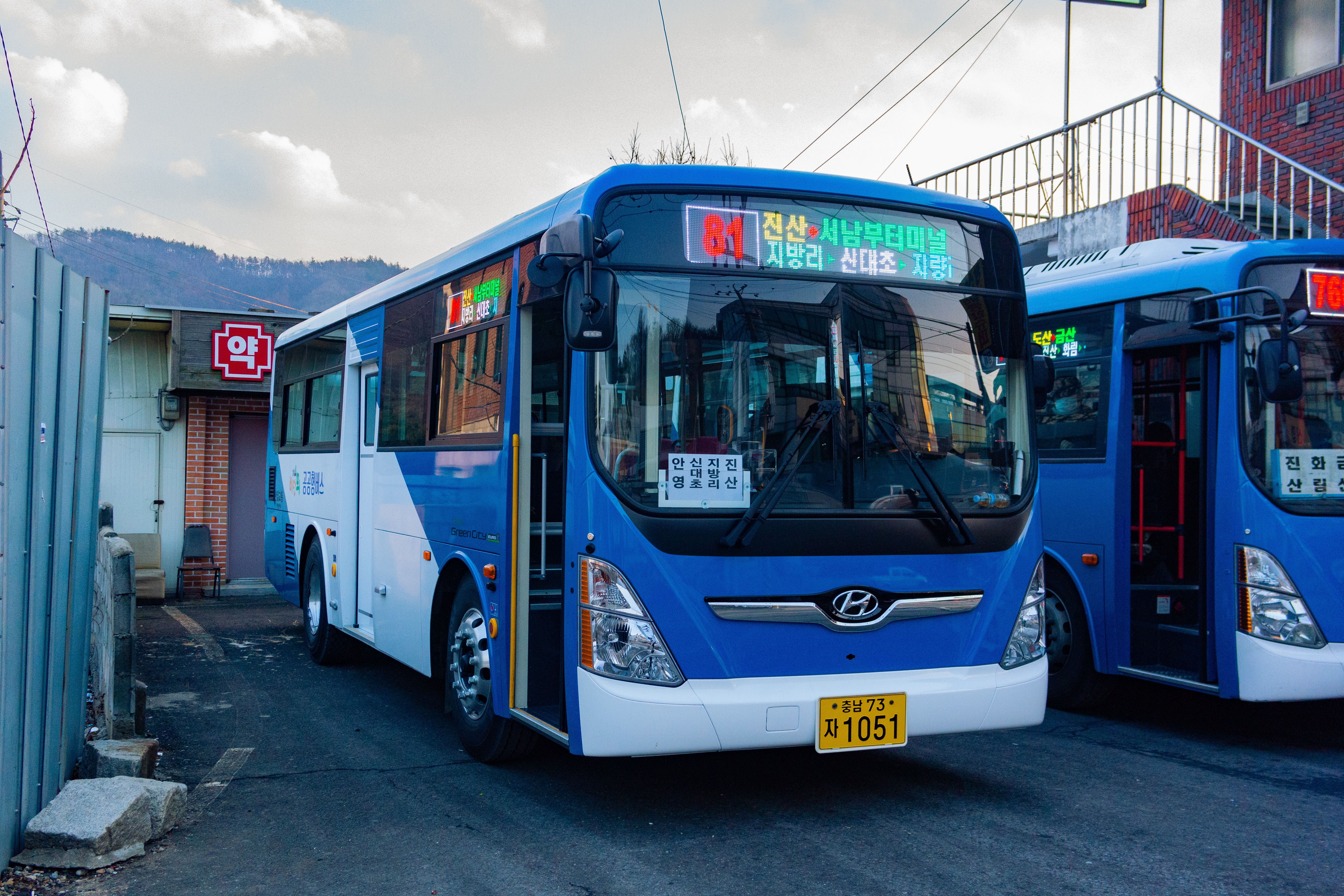
2020년 새롭게 적용된 도색

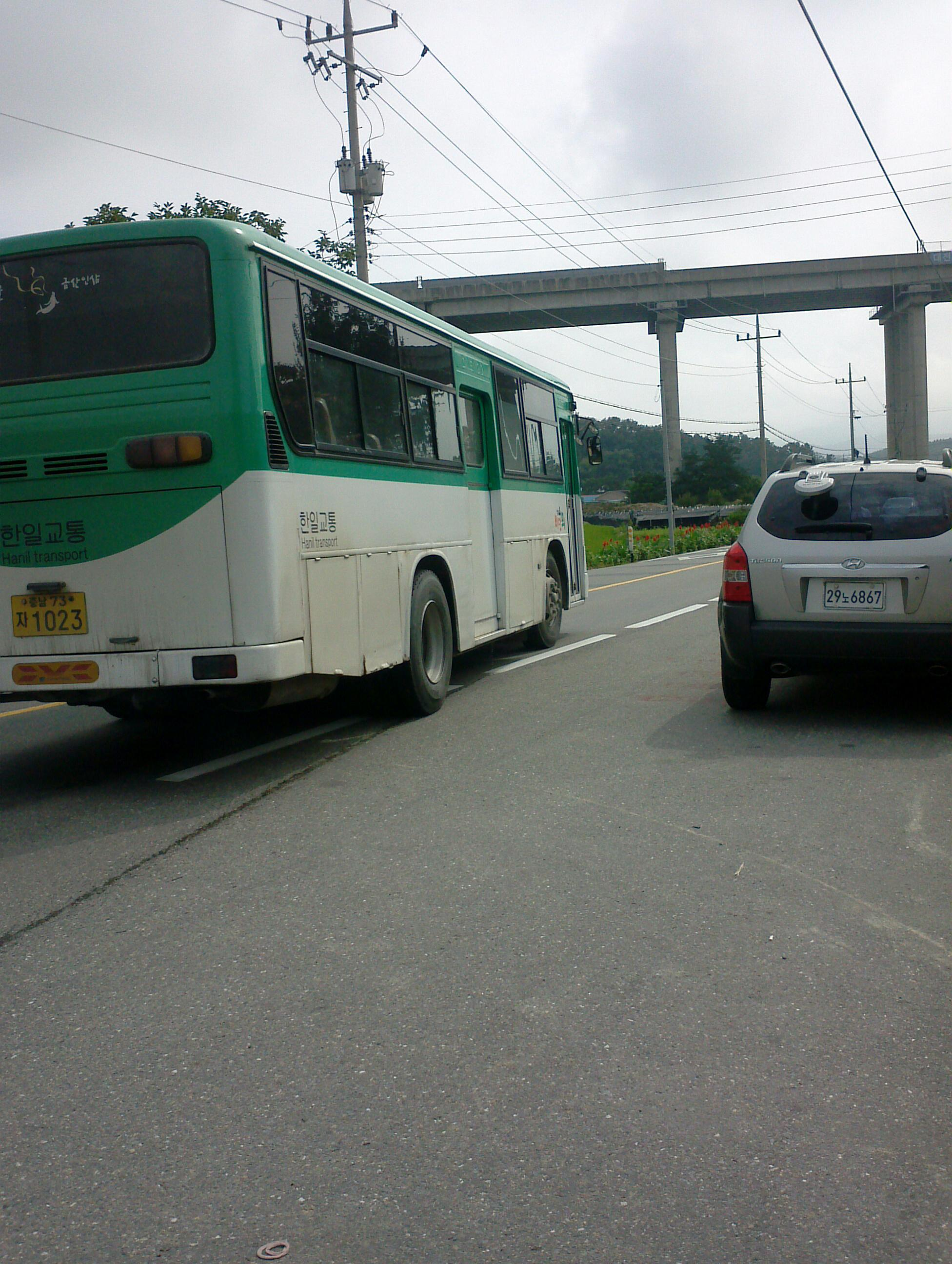
2008년 대우 BF105부터 2020년 도색변경전까지 이용하였으며, 마치 경기도 버스도색과 흡사하다.

한일교통(韓一交通)은 충청남도 금산군의 농어촌버스 업체이다.

## 역사
1980년 7월 1일 화신교통(현 중부고속)의 금산군내버스 부문이 분리독립하여 설립하였다. 2008년 8월까지 대한민국 최후의 대우 BF105를 운행하기도 하였다. 차량은 과거에 주로 자일대우버스로 구성되어 있었으나 요즘은 현대버스로 도입하여 대우차는 2005년식 대우 BS090 로얄미디 유로3 디젤에서 2015년식 현대 그린시티 유로6 디젤로 대차되어 전멸되었다.
그러나 2019년에 한일교통에서 대우 BS090 로얄미디 이후로 오랜만에 자일대우 NEW BS090를 출고하였다. 해당 차량은 현대 글로벌900 대차분이다.
2020년 경기도 도색에서 자체 신도색으로 바뀌었으며, 벽지노선에서 노선번호제 도입. 전 차량 전. 옆면부에 전광판을 사용중이다.

## 주요 노선
2016년 12월 31일 기준이다.
| 운행업체 | 보유 노선수 | 면허 대수 | 등록 대수 |
| -------- | ----------- | --------- | --------- |
| 한일교통 | 64          | 19        | 19        |

## 보유 차종

#### 현대자동차
- 현대 뉴 카운티
- 현대 카운티 뉴 브리즈
- 현대 그린시티

#### 자일 대우 버스
- 자일대우 NEW BS090